# Buciumeni (Galați)
Buciumeni es una comuna ubicada en el distrito de Galați, Rumania.

## Superficie
Posee una superficie de 45,05 kilómetros cuadrados.

## Demografía
Hasta 2021 la población era de 2156 habitantes, con una densidad de población de 47,86 habitantes por kilómetro cuadrado.